# 毕宿二
毕宿二，即金牛座δ³（δ³ Tau，δ³ Tauri）是一颗位于金牛座的三合星系统，它是离太阳系最近的疏散星团——毕宿星团的成员之一，距离地球约148光年，在天球上距离金牛座δ¹0.72°。由于毕宿二的位置接近黄道，故经常被月球所遮掩。此外，太阳系的行星如水星与金星等也有可能遮掩它，但这现象非常罕见。
毕宿二的主星毕宿二A是一颗白色A-型次巨星，它也是一颗猎犬座α²型变星，平均视星等为+4.30，视星等在+4.29至+4.32之间变化，光变周期为57.25天。它的伴星毕宿二B亮度8等，距离主星1.4角秒（64AU）。另一颗伴星毕宿二C，距离主星77角秒，亮度11等。
在中国古代星官系统中，毕宿二属于西方白虎七宿中毕宿第二星，这也是毕宿二名字的来由。它的西方传统名字为Cleeia或Kleeia ，来自希腊语Κλεεια，是Hyades的姐妹。